# Priocca
Priocca (piemontiul: Peiroca) település Olaszországban, Piemont régióban, Cuneo megyében. Lakosainak száma 2060 fő (2023. január 1.). Priocca Canale, Govone, Magliano Alfieri, San Damiano d’Asti és Castellinaldo községekkel határos.

## Népesség
A település lakossága az elmúlt években az alábbi módon változott:
| Lakosok száma | 2010 | 2001 | 2060 |
|               | 2017 | 2018 | 2023 |